# Попи Морган
Попи Морган (на английски: Poppy Morgan) e британска порнографска актриса, родена на 17 февруари 1983 г. в Кингстън ъпон Хъл, Великобритания.
Дебютира през 2004 г. и участва в близо 69 порнографски филма. Филмът The Wedding (Сватбата), който продуцура чрез The Poppy Morgan Productions, става скандално известен - той представя нейната първа брачна нощ с Дарен Морган, която включва и групов секс. През ноември 2006 получава наградата Best Actress International на Venus Festival в Берлин, след като преди това е печелела Best European Starlet.

## Награди и номинации
Номинации за награди
Индивидуални номинации:
- 2007: Номинация за AVN награда за жена чуждестранен изпълнител на годината.[1]
- 2009: Номинация за Hot d'Or награда за най-добра жена европейски изпълнител.[2]

## Филмография
- Teen Sensation 8: Naughty & Nice (2004)
- Kick Ass Anal Adventures 3 (2004)
- The Girl Next Door 2 (2004)
- Black on White (2004)
- The Wedding (2004)
- Ben Dover. Skool of Cock! (2004)
- Teacher's Pet 10 (2005)
- Asspirations 2 (2005)
- 18 and Easy 2 (2005)
- Fresh Young Asses (2006)
- Double Shocker 3 (2007)